# Stanley Menzo
Stanley Purl Menzo (Paramaribo, 15 de outubro de 1963) é um treinador de futebol e ex-futebolista neerlandês que atuava como goleiro. Atualmente treina a seleção do Suriname.

## Carreira
Revelado nas categorias de base de 3 equipes amadoras dos Países Baixos (Centrum, FC Amstelland e Zeeburgia), ele fez sua estreia como jogador profissional no Ajax, na temporada 1983–84, como substituto de Hans Galjé, mas ainda era considerado "imaturo" para a posição, e foi cedido por empréstimo ao Haarlem, e, mais amadurecido, tornou-se primeira escolha do clube para o gol desde o início da temporada 1985–86. O ídolo holandês Johan Cruijff acreditava que Menzo era um dos primeiros goleiros que também poderiam deixar sua marca como um jogador de campo. No entanto, era sempre alvo de ofensas racistas de torcedores rivais.
Em 1989, seria um dos passageiros do Voo Surinam Airways 764, mas optou por fazer o trajeto em outro avião juntamente com o atacante Henny Meijer, com quem atuara no Ajax, em vez de viajar no McDonnell Douglas DC-8-62, que caiu próximo ao Aeroporto Internacional de Paramaribo-Zanderij e matou 15 jogadores e o técnico do Kleurrijk Elftal (combinado de atletas neerlandeses com origem surinamesa ou nascidos no Suriname).
Menzo perdeu seu lugar para o jovem Edwin van der Sar na temporada 1992–93, após uma derrota de 4 a 2 em um jogo da Taça UEFA (atual Liga Europa) contra o Auxerre. Neste jogo, Menzo marcou um gol contra. Em 1994, após 249 jogos pelos Ajacieden, mudou-se para o rival PSV Eindhoven, jogando o então titular Ronald Waterreus para a reserva, tendo atuado durante 2 temporadas.
Em 1996, foi para o Lierse. Pelo time da província da Antuérpia, Menzo venceu a Copa da Bélgica e faturou um título nacional. No ano seguinte, ingressou no Bordeaux, também por empréstimo, para substituir Gilbert Bodart. Porém, após jogar apenas 10 vezes, perdeu a titularidade para Ulrich Ramé e voltou ao Lierse em 1998. 
No verão de 1999, Menzo voltou a seu país, primeiro no clube que o revelou, o Ajax, mas acabaria amargando a reserva, e em seguida no clube amador AGOVV, onde conquistou mais um título (quarta divisão) antes de encerrar sua carreira, em 2002.

## Carreira internacional
Menzo estreou na Seleção Neerlandesa em setembro de 1989, num amistoso contra a Dinamarca, e integrou o elenco que disputou a Copa de 1990 na condição de terceiro goleiro, uma vez que o titular foi Hans van Breukelen e Joop Hiele, o reserva imediato. Ainda figurou ainda na Eurocopa de 1992, também como suplente.
Com a aposentadoria de Van Breukelen, Menzo chegou a disputar algumas partidas válidas para as Eliminatórias para a Copa de 1994. Às vésperas de 1993, com apenas 29 anos, abandonou a seleção depois de não ter feito bons jogos contra Noruega (derrota por 2 a 1) e Polônia (empate por 2 a 2), sendo preterido por Ed de Goeij, Van der Sar e Theo Snelders, que foram os três goleiros selecionados por Dick Advocaat para a competição. Ele e Aron Winter foram os primeiros atletas surinameses a disputar uma Copa do Mundo.

## Carreira de técnico
Quando o treinador do AGOVV, Peter Bosz, saiu no fim da temporada, Menzo exerceu a função de treinador-jogador. Compartilhou a dupla função durante uma temporada - o AGOVV subiu para a Eerste Divisie (quinta divisão neerlandesa) e virou um clube profissional, ainda que Menzo não possuísse as qualidades necessárias para ser um treinador. Voltou para Amsterdã após seu ex-companheiro de seleção e Ajax, Marco van Basten, ter virado treinador da equipe nacional, passou a fazer parte da comissão técnica, como treinador de goleiros. 
Em fevereiro de 2005, o ex-goleiro recebeu os diplomas necessários para comandar clubes profissionais. Regressou ao AGOVV pouco depois, agora como diretor-esportivo da equipe. Um ano mais tarde, passou a exercer a função de gerente de futebol do Volendam, e abandonou o posto de treinador de goleiros da Oranje. Menzo voltou a comandar equipes em 2008, exercendo a função no Cambuur. Ficou dois anos no comando técnico da agremiação.
Foi também auxiliar-técnico no Vitesse antes de treinar o Lierse durante uma temporada e o AFC entre 2014 e 2015. Ainda trabalhou no Ajax Cape Town (atual Cape Town Spurs) como técnico das categorias de base e do time principal até 2017, e também comandou o time reserva do Beijing Guoan entre 2019 e 2020.
Em março de 2021, foi anunciado como novo técnico da seleção de Aruba, onde acumulou também a função de diretor-técnico. Em janeiro de 2022, o ex-goleiro assumiu o comando técnico da seleção do Suriname, seu país de origem, deixando o cargo para treinar o Beijing Guoan. Após um mau início de temporada, teve seu contrato rescindido em junho de 2023.
Em março de 2024, Menzo iniciou sua segunda passagem como treinador do Suriname, sucedendo Aron Winter, classificando a Natio às quartas-de-final da Liga das Nações da CONCACAF A de 2024–25 ao vencer a Guiana por 5 a 1 - a partida foi disputada em 15 de outubro, mesmo dia em que o ex-goleiro completava 61 anos.

## Vida pessoal
Na vida pessoal, casou-se com a modelo e depois juíza de Direito Sabine Van Der Hösen, uma das mulheres mais belas dos Países Baixos nos anos 80 e início dos 90.
Menzo garantiu em entrevista à uma revista dinamarquesa que "há milênios o homem negro consegue possuir as mulheres mais típicas e mais belas de cada país europeu e Estados Unidos" e ele era um exemplo disso. Segundo Menzo, a mulher branca europeia está sempre em busca de algo a mais, mas sempre termina num homem negro. 

## Títulos

### Como jogador
Ajax
- Taça dos Clubes Vencedores de Taças: 1986–87
- Copa da UEFA: 1991–92
- Eredivisie: 1984–85, 1989–90, 1993–94
- Copa dos Países Baixos: 1985–86, 1986–87, 1992–93
- Supercopa dos Países Baixos: 1993

Lierse
- Jupiler Pro League: 1996–97
- Copa da Bélgica: 1998–99

PSV Eindhoven
- Copa dos Países Baixos: 1995–96

### Como treinador
Volendam
- Eerste Divisie: 2007–08